# Lethe appalachia

Lethe appalachia — вид німфалід із родини сонцевиків. Трапляється в Північній Америці. 
В колекції MONA, або Годжеса фотографії Lethe appalachia наведені під номером 4569. 

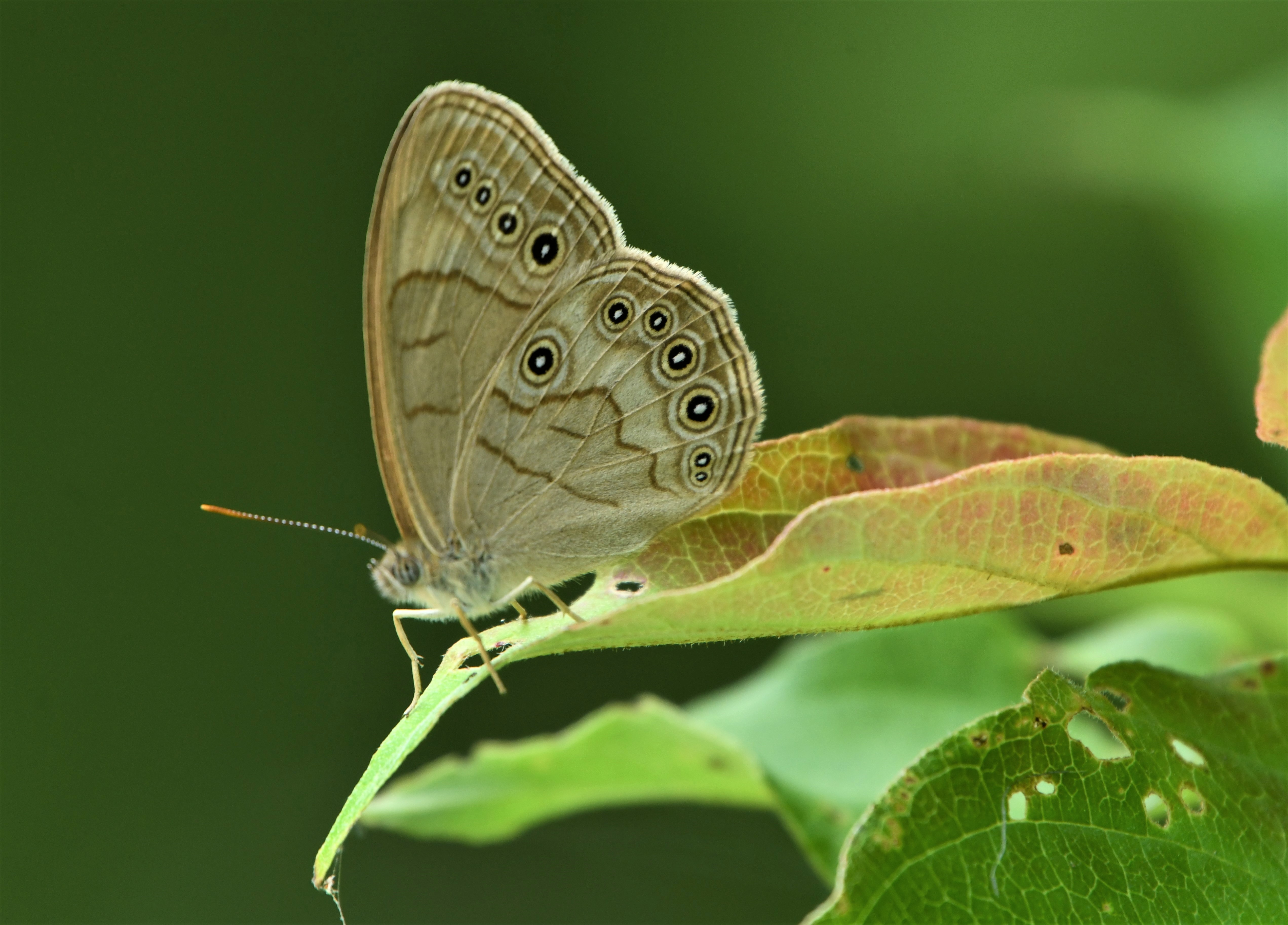
Lethe appalachia у провінційному парку Рондо, Онтаріо

Satyrodes — давніша назва роду.

## Підвиди
У виді Lethe appalachia виділяють два підвиди:
- Lethe appalachia appalachia R. Chermock, 1947 [1][4]
- Lethe appalachia leeuwi Gatrelle and Arbogast, 1974 [1][4]

## Подальше читання
- Pohl, Greg; Patterson, Bob; Pelham, Jonathan (2016). Annotated taxonomic checklist of the Lepidoptera of North America, North of Mexico (Звіт). doi:10.13140/RG.2.1.2186.3287.